# Купцовское сельское поселение
Купцо́вское се́льское поселе́ние — муниципальное образование в составе Котовского района Волгоградской области.
Административный центр — село Купцово.

## История
Купцовское сельское поселение образовано 22 декабря 2004 года в соответствии с Законом Волгоградской области № 974-ОД.

## Население
| 2010  | 2012  | 2013  | 2014  | 2015  | 2016  | 2017  |
| ----- | ----- | ----- | ----- | ----- | ----- | ----- |
| 1474  | ↘1421 | ↘1364 | ↘1310 | ↘1297 | ↘1265 | ↘1239 |
| 2018  | 2019  | 2020  | 2021  |       |       |       |
| ↘1200 | ↗1214 | ↘1162 | ↘1153 |       |       |       |

## Состав сельского поселения
| № | Населённый пункт | Тип населённого пункта       | Население |
| - | ---------------- | ---------------------------- | --------- |
| 1 | Авилово          | село                         | ↘131      |
| 2 | Купцово          | село, административный центр | ↘1075     |
| 3 | Новониколаевка   | село                         | ↘268      |